# ال‌دی‌وی
ال‌دی‌وی (انگلیسی: LDV) شرکت خودروسازی بریتانیایی است، که در سال ۱۹۹۳ تأسیس شد.